# The Sims 2: Apartment Pets
The Sims 2: Apartment Pets — видео-игра серии The Sims, разработанная для игровой приставки Nintendo DS студией Full Fat и выпущенная 26 августа 2008 года. Игра является самостоятельной во франшизе The Sims, хотя позиционировала себя, как совмещение тематик дополнений к The Sims 2 — «Питомцы» и «Переезд в квартиру». Игровой персона согласно сюжету переезжает жить в квартиру дяди и должен обслуживать постояльцев «спа-салона» для животных, ухаживая за питомцами, также он должен держать в собственной квартире домашних животных. 
Критики в целом оставили сдержанные отзывы игре, назвав её скучной и наполненной несложными и однотипными мини-играми, в итоге игрок после короткого игрового сеанса быстро потеряет интерес к игре. Среди достоинств критики указывали на несложное управление, а также нетребовательность к уходу управляемого персонажа.

## Игровой процесс
Игра начинается с того, что игрок должен создать персонажа женского или мужского пола, настроить цвет кожи, причёску, одежду и дать имя. Согласно сюжету, управляемый персонаж останавливается жить в квартире Дяди Билла, в многоэтажном доме, где все жители имеют домашних питомцев. Уже в начале игры игрок может заботиться о питомцах своего персонажа. Вскоре, после начала игры, управляемый сим получает щенка из приюта для животных, который потерялся, персонаж должен ухаживать за щенком, пока хозяин не найдётся. В результате персонаж получает новые задания по уходу за животными и решает работать в спа-салоне своего дяди. 
Игровой процесс сводится к тому, что игрок должен удовлетворять базовые потребности управляемого персонажа во сне, уходе, еде и общении. Помимо прочего, он должен ухаживать за животными, это могут быть собаки, кошки, кролики, попугаи, змеи и другие. Каждое отдельное животное имеет собственные потребности, уход за ними представляет собой мини-игры. Несчастное животное становится непредсказуемым и отказывается слушать команды. Некоторым животным понадобится ванная, других надо расчёсывать или подобрать им аксессуар. Стилус Nintendo DS позволяет интерактивно взаимодействовать с животными во время мини-игры. Игрок также может приобретать новые аксессуары, позволяющие развлекаться животным, например колесо для хомяка. 
Всего в игре имеются две локации: жилая квартира и спа-салон. В квартире управляемый сим может жить свой жизнью, но только до тех пор, пока игра не предупредит о том, что очередной клиент прибыл. В Спа-салоне постоянно приходят клиенты и персонаж должен ухаживать за их питомцами, он также должен делить свою жилую площадь с несколькими животными. Если время на уход за питомцев ограничен в спа-салоне, но за домашним животным можно ухаживать постоянно. С течением времени всё больше людей обращается к игровому персонажу с просьбой поухаживать за их животными в течение нескольких дней.

## Разработка и выпуск
Разработкой игры занималась студия Full Fat, которая уже раннее создала несколько игр серии The Sims для DS. Выпуск Apartment Pets состоялся в тот же день, что и последнее дополнение к The Sims 2 — «Переезд в Квартиру», её копии стали доступны для покупки в Северной Америке, Европе и Азиатско-Тихоокеанском регионе. При этом, если предыдущие портативные игры серии The Sims использовали имена компьютерных, консольных симуляторов или их дополнений, то Apartment Pets позиционировала себя, как совмещение брендов дополнений «Питомцы» и «Переезд в Квартиру» и считается самостоятельной во франшизе The Sims 2 и эксклюзивной для Nintendo DS. Впервые игра была продемонстрирована на выставке Electronic Entertainment Expo в 2008 году. Сама же игра создавалась с целью развить популярную формулу ухода за животными после выхода предыдущей портативной The Sims 2 Pets двумя годами раннее, введя возможность содержать сразу нескольких животных и разных видов, включая птицу, змею, хомяка, кролика, морскую свинку, кошку и собаку.

## Критика
| Сводный рейтинг    | Сводный рейтинг |
| Агрегатор          | Оценка          |
| ------------------ | --------------- |
| GameRankings       | 57,50 %         |
| Metacritic         | 50/100          |
| Иноязычные издания |                 |
| Издание            | Оценка          |
| GamesRadar+        | [ 13 ]          |
| GameZone           | 5,5/10          |
| WorthPlaying       | 4/10            |

Игровые критики в целом оставили сдержанные оценки об игре, средняя оценка по версии Metacritic составляет 50 баллов из 100 возможных. 
Например критик n-Revolution Magazine UK, резюмируя свой обзор заметил, что в «[Apartment Pets] очень легко поиграть, но, как только вы освоите геймплей, в игре больше нечего открывать, скука». Представитель сайта PTGamers также заметил, что игре «не хватает разнообразия, сложности и чего-то, что побуждает нас продолжать заботиться о милых животных». Джек Деврис, критик сайта IGN отметил, что хотя игра продолжает линейку The Sims она фактически является лишь симулятором ухода за животными. Хесус Белла, рецензентка сайта 3dhuegos назвала Apartment Pets не слишком удачной попыткой выпустить улучшенную версию The Sims 2 Pets для DS и попыткой оттянуть окончательную смерть эпохи The Sims 2 до «её неизбежной третьей стадии эволюции». Кевин Шульц оставил разгромный отзыв, заметив, что заведомо скучная и неудачная игра эксплуатирует беспроигрышную тему «щенков и котят», таким образом рассчитывая, что её неизбежно купят многие игроки DS. 
Хесус Белла похвалилa игру за её интерфейс и управление, но заметила, что это пожалуй единственное преимущество игры. 
Джек Деврис указал на то, что хотя управляемый персонаж и имеет потребности, но они выполнены на минимальном уровне и созданы лишь для вида, например персонаж не обязан мыться, а чтобы шкала потребностей сильно опустилась, можно ждать до нескольких игровых дней. Белла наоборот похвалила данный аспект игры, заметив, что нетребовательность сима позволяет сконцентрироваться на геймплее ухода за животными. 
Хотя разработчики сделали в игре главный упор на ухаживании питомцев, Деврис счёл неприятным факт того, что все они не принадлежат вашему персонажу. После того, как персонаж удовлетворяет потребности животного его просто забирают обратно. Хотя вначале мини-игры с участием животных выглядят увлекательными, они со временем надоедают и забирают много времени. Белла также указала на проблему монотонности заданий и бесконечного повторения одинаковых действий, в результате игровой процесс быстро на скучивает. Шульц назвал Apartment Pets сборником примитивных мини-игр, «в которые будет интересно играть лишь по одному разу», также критика особенно разразила сюжетная завязка игры, прокомментировав следующее:
Это унылая игра, вы понимаете, но самой вишенкой на торте стал таинственный „Дядя Билл“. Он отправляет вам электронные письма с обольщающем текстом: „Не беспокойся об арендной плате“, он пишет „Я договорился обо всём с арендодателем“. Хм, звучит довольно подозрительно, дядя Билл. Вскоре к вам заявляется дама с переполненного приюта для животных. Она утверждает, что Билл дал ей ключи от „вашей“ квартиры (чё, он это сделал?) и бросает кота в вашем доме, пока вас нет. КАКОГО ЧЁРТА, ДЯДЯ БИЛЛ! ЗНАЕШЬ ЧТО? Мы сваливаем!Кевин Шульц, критик GamesRadar
Отдельно Деврис указал на ограниченный редактор строительства, учитывая, что главный персонаж живёт в чужой квартире. Он может купить ограниченное количество мебели на заработанные деньги. Белла заметила, что даже возможность покупать новую мебель не спасает от неизбежного чувства недостатка глубины.